# 精液の質
精液の質（せいえきのしつ、英: Semen quality）とは、男性の妊孕性の尺度であり、精液中の精子が受精を達成する能力の尺度である。
精液の質には精子の量と質の両方が含まれる。精液の質は受精成功の大きな要因である。
停留睾丸、尿道下裂、精巣腫瘍、精液の質の低下は、精巣形成不全症候群を構成している。

## 影響を与える因子
精液の質に影響を与える要因は多い。一時的な要因のいずれかに曝されると、精子形成により精液の質が正常に戻るまでに最大で3箇月の遅れが生ずる。

### 全般的減少
日本における精液の質の研究は稀であり、若年者を対象として1975-1980年と1998年を比較したものが唯一の経時的変化調査である。同研究においては、平均精子濃度は1975-1980年：約7,000万/mL、1998年：7,960万/mLであり、精子数の減少は観察されていない。また、2002年に発表された国際共同研究の中では、「日本のデータも、ヨーロッパの国と大体似たような7,000万前後」であった:74。また、日本国内では精子濃度に地域差は見出されなかった。しかし、日本では同研究以降の長期追跡調査は発表されていない。
2017年のレビューとメタ分析によると、欧米男性（オーストラリア、ヨーロッパ、ニュージーランド、北米）の精子数は1973年から2011年の間に50〜60％減少し、年平均1.4％減少していた。メタ分析では、減少が頭打ちになっている兆候は見られなかった。北米の男性とオーストラリア／ヨーロッパの男性の減少量はほぼ同じである。南米、アジア、アフリカの男性の精子数の減少は欧米諸国の男性より少ないが、これらの地域の減少量は不明である。減少の理由ははっきりと判明していないが、化学物質への暴露、出生前発育過程における母親の喫煙、農薬への暴露、成人期における生活習慣の変化などと関連している可能性がある。

### 年齢
男性が高齢になっても子供を持つことは可能であるが、精子の遺伝的質、量、運動率は全て、一般的に加齢とともに低下する。父親の年齢の上昇は、健康に影響を及ぼす可能性のある多くの事柄に関与している。特によく研究されているのは、親の高齢化と児の自閉症との関連である。例えば、10歳未満の子供943,664人を対象としたある研究では、交絡変数を調整した場合、自閉症のリスクは父親の年齢が高くなるにつれて増加することが判明した。
精子生産が正常な男性（正常精子症、normozoospermia）では、精子DNA断片化の割合は年齢と正の相関があり、前進精子運動性とは逆相関がある。精子に対する年齢に関連した影響は、地理的に異なる場所で集められた別の対照群では認められず、食習慣、ライフスタイル、民族が精液の質に関与している可能性があることが示された。
高齢は精子の運動性や健康状態に影響を及ぼす可能性があるが、20歳未満の男性の精子でも同様に、神経管形成異常、尿道下裂、嚢胞腎、ダウン症などの先天性異常の増加に関係している。

### 生活習慣

#### 飲酒
物質使用や脂肪率などの生活習慣因子は、精液の質に有害な役割を果たす可能性がある。アルコール摂取の結果と精液の質に対する影響を調査したある研究では、日常的にアルコールを摂取している人では、アルコール摂取が精液量に悪影響を及ぼす可能性があると結論づけている。しかし、時折または中程度のアルコール摂取は精液に悪影響を及ぼさないことが観察された。

#### ボディマス指数（BMI）
ボディマス指数（BMI）値が正常範囲内にない場合も、精液の質に悪影響を及ぼす可能性がある。BMI値が低い低体重は、精子の総数と精液量を減少させることが分析で観察された。BMI値が低いことによる精子濃度や運動率に有意な変化は観察されなかった。しかし、データが不足しているため、精液の質におけるBMIの役割を明らかにするためには、さらなる研究が必要である。一方、過体重（BMI 25.9～29.9）または肥満（BMI 30以上）も同様に、精液量、濃度、運動率、数、正常形態率を減少させ、精液の質を低下させる。しかし2010年のレビューは、精液のパラメータとBMIの増加との関係を示す証拠は殆どないと結論づけている。性ホルモン濃度の変化も高BMI状態から生じると結論づけられ、インヒビンBやテストステロンなどの影響を受けるホルモンは濃度が減少することが観察されたが、エストラジオールは増加した。ホルモン濃度の低下は、性腺機能低下症と診断される可能性もある。

#### 微量必須元素
体内の必須微量ミネラルが不足すると、精液の質はさらに低下する。不妊症の男性では、精漿中の亜鉛濃度が有意に低いことが観察された。亜鉛の補給は、精液量を増加させ、精子の運動性と形態を改善することで、精液の質を向上させる可能性がある。しかし、精子濃度、精子数、精子生存率に対する有意な影響は認められていない。精液中の亜鉛の利点は、細胞膜と精子クロマチンの安定性に対する亜鉛の多面的な貢献からきていると思われる。亜鉛に加えて、セレンの不足や過剰摂取も精液の質の低下と関連している。しかし、適度量であれば、セレンの抗酸化特性は、グルタチオンペルオキシダーゼ-1活性（酸化的損傷から保護する酵素）の増加と活性酸素種（ROS）産生の減少に起因すると考えられるため、サプリメントの摂取が推奨され得る。

#### 食事内容
一般的に、健康的な食事パターンが推奨され、食品の変更は精液の質を促進するのに有効である。栄養失調や不健康な食事は亜鉛欠乏症などを引き起こし、精液の質を低下させる。高濃度の活性酸素種は精子に悪影響を及ぼす可能性があるため、抗酸化物質の摂取は精子パラメータの改善と関連すると結論付けた研究もある。しかし食事と精液の質との相関には一貫性がないことがある。ジャガイモに豊富に含まれるデンプンは、酸化ストレスを促進し、その結果グリセミック指数が上昇し、炎症のリスクが増加する。しかし別の研究によると、果物、野菜、ジャガイモ、肉類、全脂肪乳製品、魚介類、ペストリーが豊富な食事を摂ることで、精子の数が50％増加した。このような食事を摂っている男性の精子数は、そうでない男性の約2倍である。充分な量の野菜や果物、食物繊維、オメガ3脂肪酸、鶏肉、低脂肪乳製品の摂取は、男性不妊症のリスクを軽減するのに役立つ可能性がある一方、男性不妊症のリスクを増加させる食事としては、イモ類、大豆食品、コーヒー、アルコール、甘味飲料の摂取量が多いことが挙げられる。葉酸（ビタミンB9）は精子細胞を異数性から保護する可能性がある。コーラの摂取量が多いと、精液量が統計的に有意に減少し、精液の質が最大30％低下する可能性がある（相関関係はあるが、因果関係はないとされる）。また、加工肉類は、外因性エストロゲンを含む可能性があり、精液の質を低下させる可能性を否定できない。しかし、精子パラメータの改善に関して特定の食事療法を推奨する前に、さらなる研究が必要である。現在のところ、和食やDASH食、地中海食のような健康的な食事パターンを守ることだけが一般的に推奨できることである。
最近、疫学的／観察的研究のレビューにより、食事や栄養素の摂取と不妊症のリスクとの関連について、これまでで最も包括的な分析がなされた。それによると、男性の生殖能力と繁殖能力を調節するために、食生活の改善が有用である可能性が示唆されている。オメガ3脂肪酸、抗酸化物質、ビタミンなどの栄養素が豊富で、飽和脂肪酸（SFA）やトランス脂肪酸（TFA）が少ない健康的な食事は、良好な精液パラメータと関連している。食品群別では、果物、魚介類、鶏肉、卵、穀類、葉物野菜、ダークチョコレート、低脂肪乳製品が精液の質と正の関係がある。しかし、加工肉、揚げ物、ジャガイモ、全脂肪乳製品、カフェイン、アルコール、加糖飲料は、精液の質と逆相関する研究もある。男性の栄養素や食品の摂取量と繁殖能力に関する数少ない研究でも、赤身肉、加工肉、紅茶、カフェインが多い食事は繁殖能力の低下と関連していることが示唆されている。この関連は、コーヒーの場合のみ議論の余地がある。というのも、1日2〜3杯の少量のコーヒーは精子の運動率向上に役立つことが示されているが、1日3杯を超えると生殖能力が損なわれることが示されているからである。食事と精子の機能および生殖能力を結びつける潜在的な生物学的メカニズムは殆ど解明されておらず、さらなる研究が必要である。
大豆製品はイソフラボンと呼ばれる植物性エストロゲンの一種を多く含むため、精液の質を低下させ得る。理論的には、男性が高レベルの植物性エストロゲンにさらされると、視床下部-下垂体-性腺軸が変化する可能性があり、動物を使ったいくつかの研究では、このようなホルモン作用が大きく、生殖能力を低下させる可能性があることが示されている。一方、多くの研究では、イソフラボンのサプリメントは精子の濃度、数、移動性に殆ど影響を与えず、精巣容積や射精液量にも影響を与えないことが示されている。

### 熱
精子は熱に弱く、高温には耐えられない。2～3℃の上昇はDNAの断片化を増加させる。身体には代償メカニズムがあり、精巣挙筋が弛緩して睾丸を温かい身体から遠ざけたり、発汗したり、流入する血液を対向流交換により冷却したりする。しかし、熱による不妊を防ぐために、頻繁に行うべきではない活動がある：
- サウナ浴
- 長時間の入浴
- 長時間の日焼けサロン利用
- ノートパソコンを鼠径部に置いて長時間使用すること

発熱は体温を上昇させ、精液の質を低下させる。
締め付けの強い下穿きを着用する習慣は精子数と精液の質の両方を低下させる可能性があるが、そのような下着の着用によって0.8～1℃の体温上昇があっても、精子パラメータに変化はなく、精子形成の低下もなく、精子機能にも変化は見られない。

### 身体外傷
外からの打撃は、すでに作られた精子細胞の精液の質には影響しない。さらに、精巣は陰嚢内で精巣鞘膜などによって充分に保護されているため、外圧によっては奇形化せず、外圧から逃れる。しかし、充分に強い衝撃を受けると、精子を産生する組織に血液を供給している毛細血管が閉じたり潰れたりする可能性があり、その結果、影響を受けた精巣では永久的または一時的に、精子の一部または全部の産生が停止する。

### 化学物質
薬物やホルモン、また食事に含まれる成分など、多くの化学物質が精液の質に影響を及ぼしている疑いがある。生殖能力への影響が知られている幾つかの化学物質はヒトへの摂取が禁止されているが、影響のある化学物質が全て発見し尽されてはいない。精子に直接接触する製品の多くは、精液の質に悪影響を及ぼすかどうかの充分な検査が行われていない。

#### 内分泌攪乱物質
内分泌攪乱物質は、内分泌（ホルモン）系を阻害する化学物質である。
2008年の報告書では、脊椎動物の各クラスにおいて、オスの発育に女性化作用のある化学物質が影響している証拠が世界的な現象として示されている。最近導入された10万以上の化学物質の99％は規制が不充分である。
学生ボランティアの精液からは、少なくともポリ塩化ビフェニル（PCB）、DDT、ヘキサクロロベンゼンの3種類の毒素が検出されている。DDTとヘキサクロロベンゼンは精液の質の低下と関連し、PCBは全体的な生殖能力の低下と関連している。ジブロモクロロプロパン（DBCP）の漏出は男性に不妊症を引き起こした。ベトナム戦争中にダイオキシン類に晒された兵士から生まれた子供は、先天性異常の割合が高い。
遍く分布する汚染物質であるフタル酸エステル類は、出生前の発育期に暴露された場合、精子の生産を低下させる可能性がある。
幾つかの研究で判明したその他の外因性エストロゲンとして、ビスフェノールA、ノニルフェノール、オクチルフェノールが精液の質の低下と関連している。

#### 医薬品等
- デポメドロキシプロゲステロン、アジュジン（英語版）、ゴシポールは、男性避妊薬（英語版）や化学的去勢に使われる物質の一例である。最近の研究では、大麻に含まれるTHCが無傷の精子の動きを混乱させ、受精能力を低下させることが判明している[34][35]。
- 選択的セロトニン再取り込み阻害薬（SSRI）は精子数の減少を引き起こす可能性がある[36]。
- 多くの抗生物質、例えばペニシリンやテトラサイクリンは精子の生成を抑制する[32]。

さらに、in vitro 研究では、以下の薬剤による精子機能の変化が観察されている：
- 多くの抗うつ薬、多くの抗てんかん薬（リチウムなど）、プロプラノロールなど、多くの精神作用薬[30]
- オピオイド鎮痛薬[30]
- カルシウム拮抗薬[30]
- ホスホジエステラーゼ阻害薬（カフェイン、テオフィリン、ペントキシフィリン（英語版）など）[30]
- スタチン系薬剤[30]
- カルシウムキレート剤（EDTAなど）[30]

また、精子への曝露を意図した数多くの製品については、実際に害があったという証拠がなく、安全性については一般的な仮定にすぎない。

#### ホルモン製剤
- 蛋白同化ステロイドの使用やその他のホルモンの使用は精液の質を低下させる可能性がある。ホルモンの恒常性の変化は精子形成に影響する。

#### その他の化学物質
精液の質の低下に関連する環境変異原には以下のようなものがある：
- 核実験によって広く拡散したプルトニウムは精巣に蓄積され、亜鉛の代謝を阻害し、ひいては遺伝子の損傷を引き起こす[32]。
- 化学殺菌剤であるエチレンオキシドは精液の質を低下させる[30]。

精液の質の低下に関連するその他の環境因子には以下のものがある：
- カドミウム：セルトリ細胞に損傷を与え、精子形成を阻害する[30]。
- 鉛：精子形成の低下と異常精子を引き起こす[30]。
- 水銀：精子形成に大きなダメージを与える[30]。
- 多くの農薬：精液の質の低下や精子の染色体異常を引き起こす[30]。
- ポリ臭化ジフェニルエーテル（PBDE）[30]。
- ベンゼン、トルエン、キシレン、スチレン、1-ブロモプロパン、2-ブロモプロパン、テトラクロロエチレン、トリクロロエチレンなどの有機溶剤[30]。

### 直近の射精
精液サンプルを提供する前の男性の禁欲期間は、精液検査の結果や生殖補助医療（ART）の成功率と相関している。
最後の射精からの期間が短過ぎても長過ぎても、精液の質は低下する。
1日未満の禁欲期間は、精子数を少なくとも20％減少させる。逆に、10日以上禁欲していた男性の子宮内人工授精（IUI）の妊娠成功率はわずか3％であり、1日か2日の禁欲期間は、射精禁欲の間隔が長い場合と比較して、IUI周期あたりの妊娠率が最も高くなる。この妊娠率の増加は、総運動精子数が少ない場合でも観察される。毎日の性行為は、精子のDNA損傷を最小限に抑え、男性の精液の質を高める。

### 自慰 vs. 性交
性交渉によって得られた精液サンプルには、マスターベーションによって得られた精液サンプルと比較して、70～120％多くの精子が含まれ、精子の運動率はやや高く、形態はやや正常である。また、性交により射精量が25～45％増加するが、これは主に前立腺分泌物の増加によるものである。
この性交渉の利点は、精子減少症の男性ではさらに大きい。
しかし、性交渉の優位性の原因はまだ特定されていない。僅かな相関はあるかもしれないが、肉体的魅力の視覚的認知の有無だけでは説明できない。性ホルモンの大幅な変動によっても優位性は説明できない。性交が中枢神経系からの抑制を制圧しているという仮説があるが、その制圧要因が何であるかはまだ完全には判っていない。

### 自宅 vs. 医院
精液の質は、クリニックで採取するよりも自宅で採取した方が高くなる。自宅で精液を採取すると、特に性交渉によって精液を採取した場合、精子濃度、精子数、運動率が高くなる。自慰行為によって精液試料を採取する場合は、射精の初期段階から、清潔で未使用の密封された採取カップに検体を入れる必要がある。

### 環境
射精された精液は、時間とともに品質が劣化する。しかし、この寿命は環境によって短くなったり長くなったりする。

#### 体外排出後
体外の精子の寿命は一般に、pH、温度、空気の有無、その他の要因に左右されると考えられており、予測不可能ではあるが、人体内の寿命よりは短い。例えば、クリニックの外で試料を採取する精子提供者は、採取から1時間以内にサンプルを手渡し、体温とまではいかなくても、少なくとも室温で保管するよう指導されている。
体外の無害な環境、例えば無菌のガラス容器の中では、運動精子の数は1時間あたり約5～10％減少する。一方、ラテックス製コンドーム内では、1時間あたり60～80％減少するため、精液は比較的短時間で使用できなくなる。

#### 女性体内
子宮や卵管内の環境は精子の生存に有利である。精子の寿命が8日であったことを理由とする妊娠が記録されている。   

### その他
喫煙は精液の質を低下させるが、これはおそらく精子が卵細胞上のヒアルロン酸に付着する能力の低下によるものであろう。レビューにより、喫煙が精子のDNA損傷の増加および男性不妊症と関連しているという証拠が示されている。大麻の喫煙は精子の量を減少させる。
長期間のストレスも悪影響が示唆されている。
メタ分析によれば、携帯電話への暴露は精液の質に悪影響を与える。
精液の質は午前中より午後の方が良い。アドレナリン濃度は覚醒時（～06:00～正午）に高くなり、これは一般的なストレスと同様に寄与する可能性がある。
運動不足や過度な運動は軽微な要因である。プロスポーツでは、精液の品質はトレーニングの必要性が増すにつれて低下する傾向がある。その影響は、プロスポーツの種類によって大きく異なる。例えば、水球はトライアスロンよりも精液の質に対する有害性がかなり低いようである。
射精前の性的刺激時間が長いほど、精液の質は僅かに上昇する。
染色体にロバートソン転座を持つ雄は、精子細胞のアポトーシスの程度が有意に高く、精液中濃度も低い。精子細胞は前進運動性も低下しているが、形態は正常である。
精巣腫瘍、ライディッヒ細胞腫、セルトリ細胞腫も精子の数や質の低下と関連している。

## 検査

### 精液検査
精液検査では通常、射精液1mLあたりの精子の数を測定し、精子の形態と運動性（前方に泳ぐ能力）を分析する。通常、生殖年齢に達した健康で身体的に成熟した、不妊に関連する問題のない若い成人男性の射精液には、3億～5億個の精子が含まれているが、膣内の酸性環境下で受精に成功する候補となるのは僅か数百個である。また通常、白血球数、精液中の果糖濃度、射精液の量、pH、液状化時間も測定される。 

### ハムスター透明帯除去卵子試験
男性の精子を、透明帯（外膜）を除去したハムスター卵子と混合し、卵1個あたりの精子侵入数を測定する。ハムスター卵の貫通率と精液の各種パラメータとの間に強い相関関係は見つかっておらず、不妊の原因調査におけるハムスター卵貫通テストの役割はさらに評価されるべきである。しかし、ハムスター検査が陰性であれば、その男性のパートナーが妊娠する確率は低くなる。

### 抗精子抗体
抗精子抗体の存在は、精子凝集（agglutination）、精子運動性の低下、性交後検査異常の原因となる可能性がある。現在、精子不動化試験、精子凝集検査、間接蛍光抗体法、酵素結合免疫吸着法（ELISA）、放射性標識抗グロブリン分析など、幾つかの検査が利用可能である。最も有益で特異的な検査のひとつは、関与する抗体のクラス（IgG、IgA、IgM）と精子細胞上の位置（頭部、胴体部、尾部）を特定できる免疫ビーズ・ロゼット検査である。

### 半透明帯検査
半透明帯検査（Hemizona assay, HZA）は精子の透明帯結合能を評価する試験である。この検査では、ヒトの透明帯を半分に分け、患者の精子または受精能のある対照ドナーの精子と加温して比較する。

### その他の検査
- PCR法による無症候性性器感染症患者の精液中の病原体の検出[64]
- クレアチンキナーゼ、活性酸素のような生化学的マーカー[64]

## 冷凍保存
精液の凍結保存を行う場合、重要なのは試料を解凍した後の精液の質である。
生殖補助医療で使用するためには、解凍後の精液は1mLあたり500万個以上の運動性の精子細胞があり、運動性が良好でなければならない。運動性が悪い場合は、1mLあたり1,000万個の運動性細胞が必要とされる。

### 冷凍不良
男性の10～20％では、精液が凍結保存に耐えられない。原因は不明である。精液の質が悪いとは限らない。

### 精製操作
子宮内人工授精のために精子試料を準備する場合、不妊治療クリニックや精子バンクなどの施設で洗浄される。精子を凍結保存する場合と同様、精子の中には洗浄工程に耐えられないものもある。